# Dobrynka
Dobrynka – wieś w Polsce, położona w województwie lubelskim, w powiecie bialskim, w gminie Piszczac.
| SIMC    | Nazwa      | Rodzaj    |
| ------- | ---------- | --------- |
| 1022765 | Grabówka   | część wsi |
| 1022854 | Lisisko    | część wsi |
| 1023026 | Połód      | część wsi |
| 1023078 | Pulcia     | część wsi |
| 1023233 | Zaleszczyk | część wsi |
| 1023256 | Załuże     | część wsi |
| 1023300 | Zapopław   | część wsi |

Wieś ekonomii brzeskiej w drugiej połowie XVII wieku.
W latach 1954–1961 wieś należała i była siedzibą władz gromady Dobrynka, po przeniesieniu siedziby gromady w gromadzie Małaszewicze. W latach 1975–1998 miejscowość administracyjnie należała do województwa bialskopodlaskiego.
Wieś jest sołectwem w gminie Piszczac. Według Narodowego Spisu Powszechnego z roku 2011 wieś liczyła 538 mieszkańców i była czwartą co do wielkości miejscowością gminy Piszczac.
W Dobrynce znajduje się niemiecko-austriacki cmentarz wojenny z I wojny światowej.
Wierni Kościoła rzymskokatolickiego należą do parafii Podwyższenia Krzyża Świętego w Piszczacu lub do parafii św. Stanisława Kostki w Wólce Dobryńskiej. W miejscowości znajduje się kaplica.